# النهضة (جريدة عراقية)
النهضة هي دورية تصدر باللغة العربية أسسها مزاحم الباججي في بغداد عام 1913م.
واعيد افتتاحها في عام 2019 وسميت بــ جريدة النهضة العراقية